# Raúl Alonso
Raúl Alonso Sanguino (* 9. Januar 1979 in Madrid) ist ein spanischer Handballtrainer und Handballfunktionär, der zuvor auch als Handballspieler auf der Spielposition Rechtsaußen aktiv war.

## Vereinskarriere
Alonso begann in seiner Kindheit beim spanischen Club Teka Santander mit dem Handballspielen.
Er wechselte 1995 nach Deutschland und spielte bei der TS Großauheim und beim TV Gelnhausen. Ab 1999 spielte Alonso bei der TUSPO Obernburg, mit der er 2001 in die 2. Bundesliga aufstieg. 2007 beendete er seine Spielerkarriere.

## Handballtrainer und Handballfunktionär
Schon während seiner aktiven Zeit als Spieler war Alonso von 2006 bis 2008 Jugendkoordinator bei der TUSPO Obernburg. Von 2008 bis 2009 trainierte er die Rhein-Main Bienen in der Frauen-Bundesliga. Nach deren Insolvenz wechselte er zum THW Kiel, wo er als sportlicher Leiter für den Bereich Jugendleistungshandball tätig war. Zudem arbeitete er dort als Jugendtrainer und war Assistenztrainer der Bundesligamannschaft. Ab 2012 war Raúl Alonso außerdem DHB-Stützpunkt-Trainer.
Ab dem Saisonbeginn 2015/16 bis zum Februar 2018 war der Spanier Cheftrainer beim österreichischen Erstligisten Handball Tirol. Im Juli 2018 übernahm er das Co-Traineramt beim belarussischen Verein Brest GK Meschkow, im April 2019 wurde er dort Cheftrainer. Nach der Saison 2020/21 beendete Alonso seine Tätigkeit bei Brest GK Meschkow und wurde Sportdirektor beim deutschen Bundesligisten HC Erlangen. Zwischen Januar 2022 und Juni 2023 übte er zusätzlich das Traineramt beim HC Erlangen aus. Seine Tätigkeit als Sportdirektor beim HC Erlangen endete im Juni 2024. Ab November 2024 trainierte er den nordmazedonischen Erstligisten RK Eurofarm Pelister, der unter seiner Leitung 2025 die nordmazedonische Meisterschaft gewann. Im Juli 2025 verließ Alonso vorzeitig den Verein und übernahm das Traineramt des deutschen Bundesligisten SC DHfK Leipzig.

## Erfolge
- Brest GK Meschkow
  - Belarussischer Meister 2019, 2020 und 2021
  - Belarussischer Pokal 2020, 2021
- RK Eurofarm Pelister
  - Nordmazedonischer Meister 2025
- als Assistenztrainer der Bundesligamannschaft des THW Kiel
  - Champions-League-Sieger 2010 und 2012
  - Deutscher Meister 2010, 2012, 2013 und 2014
  - DHB-Pokal-Sieger 2011, 2012 und 2013
  - DHB-Supercup-Sieger 2011 und 2012